# Sikorsky R-4
Der Sikorsky R-4 war ein in den 1940er Jahren entwickelter und eingesetzter Hubschrauber des US-amerikanischen Herstellers Sikorsky Aircraft Corporation. Der R-4 war sowohl das erste in den USA in Serie produzierte als auch das erste von den Streitkräften der Vereinigten Staaten eingesetzte Hubschraubermodell.

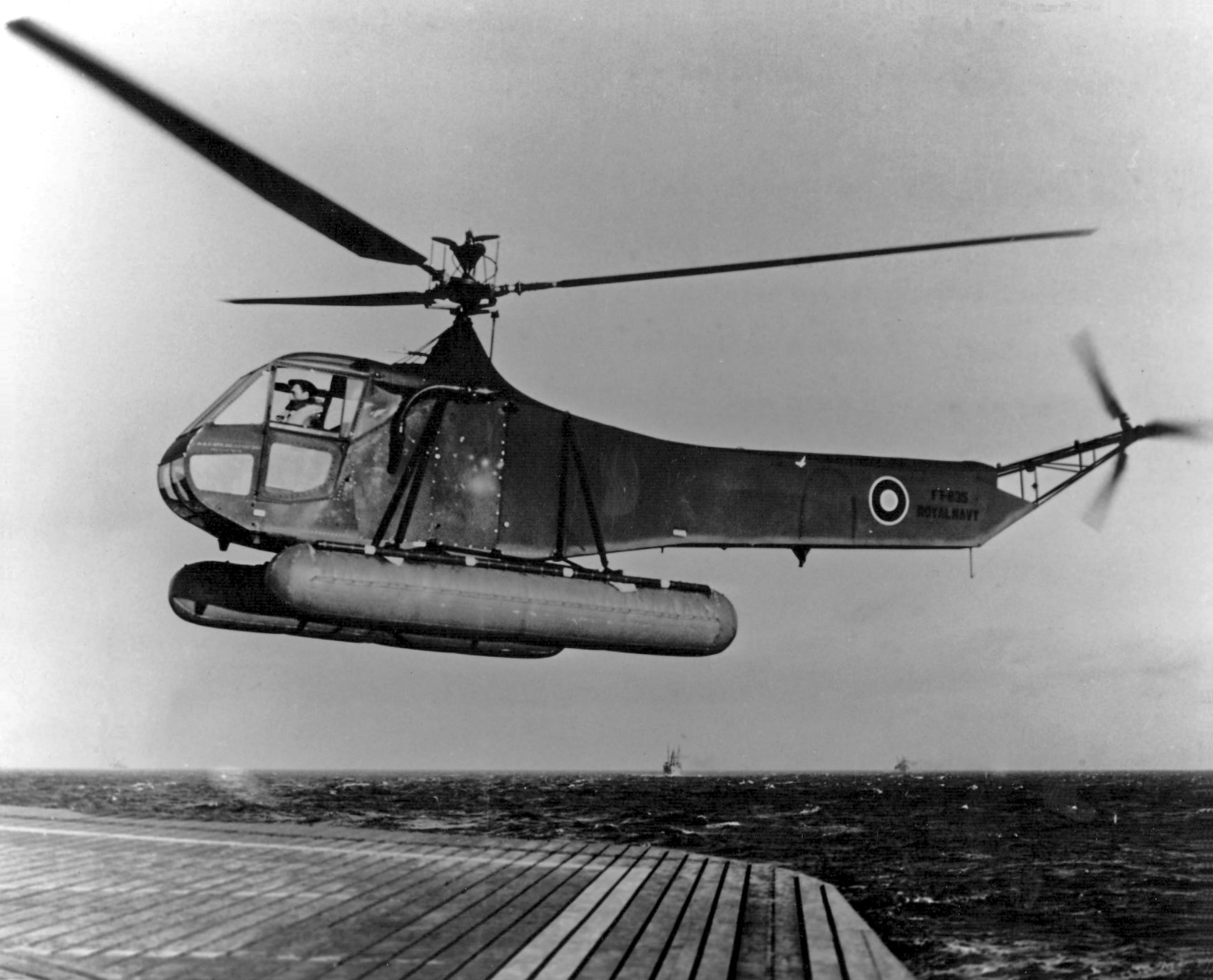
Hoverfly I (ex YR-4B) auf der MV Daghestan

## Entwicklung und Erprobung
Als Grundlage für die Entwicklung des militärischen Prototyps XR-4 diente der VS-300-Hubschrauber. Der VS-300 wurde ebenfalls von Igor Sikorski konstruiert und 1940 erstmals öffentlich vorgeführt.
Der XR-4 (Herstellerbezeichnung: VS-316A) hatte seinen Erstflug am 13. Januar 1942. Nach den erfolgreichen Flugversuchen bestellte die United States Army Air Forces drei YR-4As und 27 YR-4Bs zur Einsatzerprobung und Flugausbildung. Von den 30 bestellten Fluggeräten wurde je eines an Burma und den Bundesstaat Alaska abgegeben. Weitere Fluggeräte wurden der US-Marine, US-Küstenwache (jeweils als HNS-1 bezeichnet) und der britischen Marine (diese führte den Hubschrauber unter der Bezeichnung Hoverfly I) zugewiesen. Von der Serienversion R-4B wurden 100 Stück hergestellt, davon 20 für die US Navy und 45 für die britische Royal Air Force (RAF).
1943 erhielt der XR-4 einen größeren Hauptrotor sowie einen stärkeren Motor Warner R-550 statt des Warner R-500 und damit die neue Bezeichnung XR-4C.
Vom 6. bis 21. Januar 1944 führte der Stückgutfrachter MV Daghestan beim Geleitzug HX 274 einen Sikorsky R-4 mit. Dieser wurde, noch unbewaffnet, während der Überführung ausführlich getestet. Diese Hoverfly I gehörte zu den ersten sieben nach England überführten US-Hubschraubern (zwei ex YR-4A und fünf ex YR-4B).

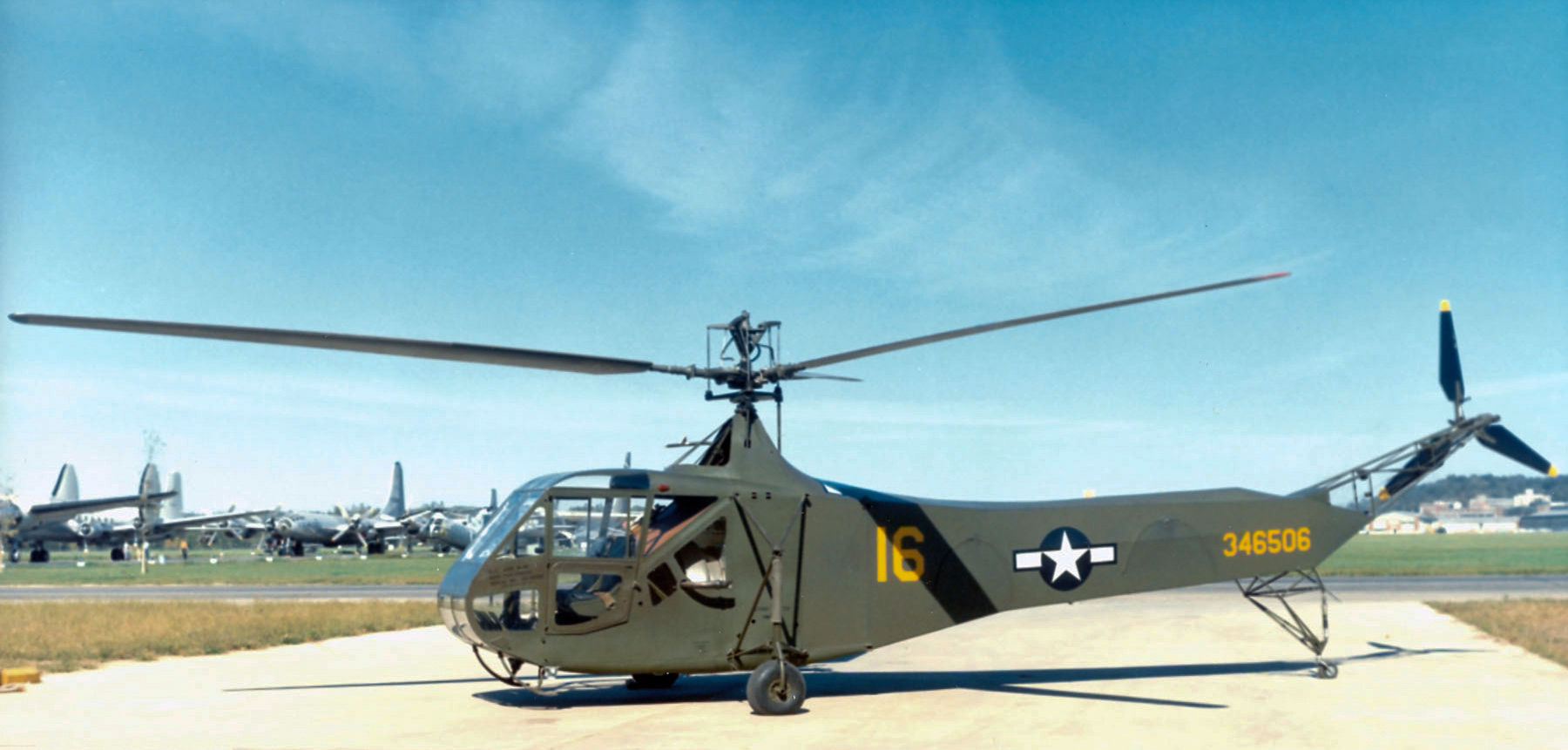
Sikorsky R-4B im National Museum of the United States Air Force

Die Bezeichnung R-4 der United States Army Air Forces wurde 1948 durch ein neues Bezeichnungssystem in H-4 geändert.

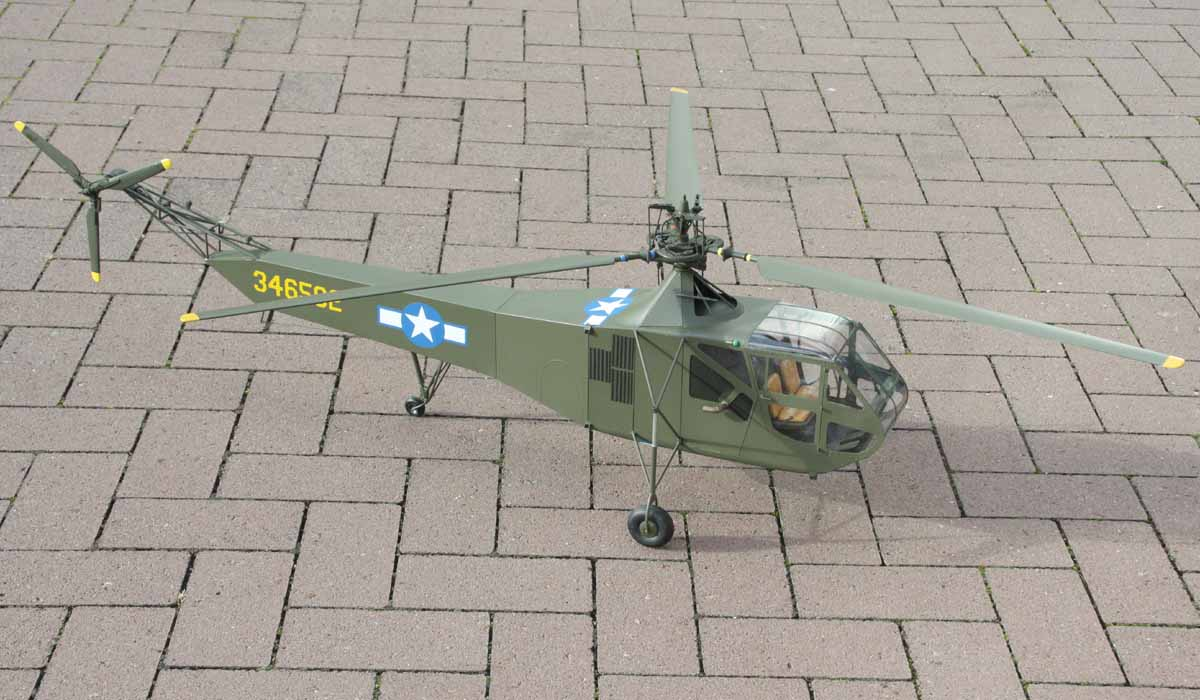
Sikorsky R-4 als Großmodell im Maßstab 1:11 im Hubschraubermuseum Bückeburg

## Produktion
Abnahme der R-4 durch die USAAF:
| Hersteller          | 1942 | 1943 | 1944 | SUMME |
| ------------------- | ---- | ---- | ---- | ----- |
| Sikorsky, Stratford | 1    | 14   | 115  | 130   |

## Der R-4 in Museen
- National Museum of the United States Air Force (Wright-Patterson AFB in der Nähe von Dayton, Ohio)
- Royal Air Force Museum (Hendon/England)
- Canada Aviation and Space Museum (Ottawa/Kanada)

## Militärische Nutzer
- Kanada
- Vereinigtes Königreich
  - Royal Air Force
  - Royal Navy
- Vereinigte Staaten
  - US Air Force
  - US Army
  - US Navy

## Technische Daten
| Kenngröße                     | Daten R-4C                               |
| ----------------------------- | ---------------------------------------- |
| Besatzung                     | 2                                        |
| Rotordurchmesser              | 11,5 m                                   |
| Länge                         | 10,2 m                                   |
| Höhe                          | 3,8 m                                    |
| maximal zulässige Gesamtmasse | 1170 kg                                  |
| Triebwerk                     | 1 × Warner R-550 mit 149 kW (ca. 200 PS) |
| Höchstgeschwindigkeit         | 120 km/h                                 |
| Marschgeschwindigkeit         | 105 km/h                                 |
| Schwebegipfelhöhe             | 2400 m                                   |